# Allolarinus
Allolarínus — рід жуків родини Довгоносики (Curculionidae). Назва роду походить від грец. άλλο, латиніз. allo інший + Larinus, тобто «відмінний від Larinus».

## Зовнішній вигляд
До цього роду відносяться жуки досить великого розміру, довжина їхнього тіла становить 21-24 мм. Основні ознаки:
- головотрубка майже циліндрична, слабо вигнута донизу, округла у поперечному перерізі;
- членики вусиків лежать компактно
- очі овальні і опуклі;
- передньоспинка трапецієподібна, звужена допереду, із короткою «шийкою» біля переднього краю, зверху щільно вкрита блискучими напівкруглими гранулами;
- середньогруди з двома вдавленнями;
- основа надкрил ширша за основу передньоспинки, надкрила опуклі і поступово звужені до вершин;
- стегна потовщені, із великим зубцем, кігтики зрослися біля своєї основи.

Докладний опис морфології і фотографії одного виду цього роду див..

## Спосіб життя
Невідомий, ймовірно, він є типовим для представників спорідненого роду Larinus.

## Географічне поширення
Ареал роду обмежений Центральною Африкою (див. нижче).

## Класифікація
Описано один вид цього роду:
- Allolarinus demeyeri Gültekin, 2015 — Конго